# Alte Hauptsynagoge München

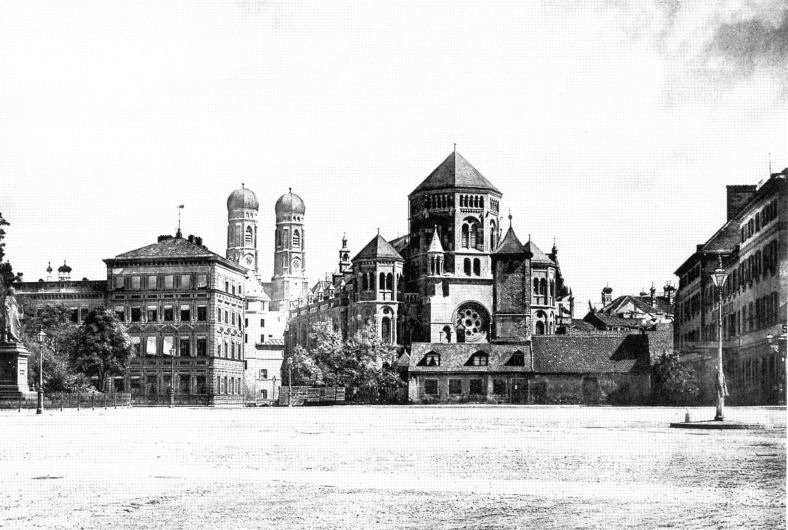
Alte Hauptsynagoge München vom Lenbachplatz gesehen

Die Alte Hauptsynagoge München befand sich an der Herzog-Max-Straße in der Altstadt von München. Sie wurde von 1883 bis 1887 durch König Ludwig II. vom Architekten Albert Schmidt im Stil der Neuromanik erbaut. Im Juni 1938 wurde sie auf persönlichen Befehl Adolf Hitlers als eine der ersten Synagogen in Deutschland von den Nationalsozialisten zerstört.

## Gebäude

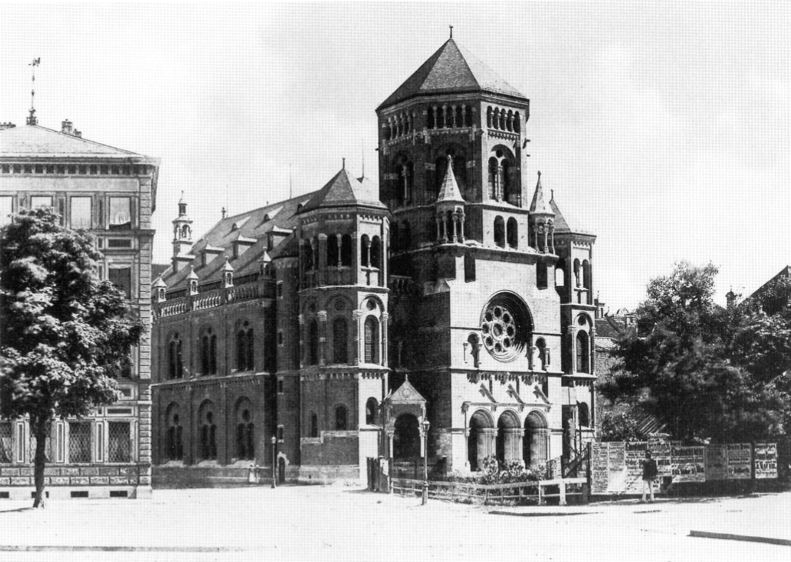
Ansicht der Synagoge zur Herzog-Max-Straße

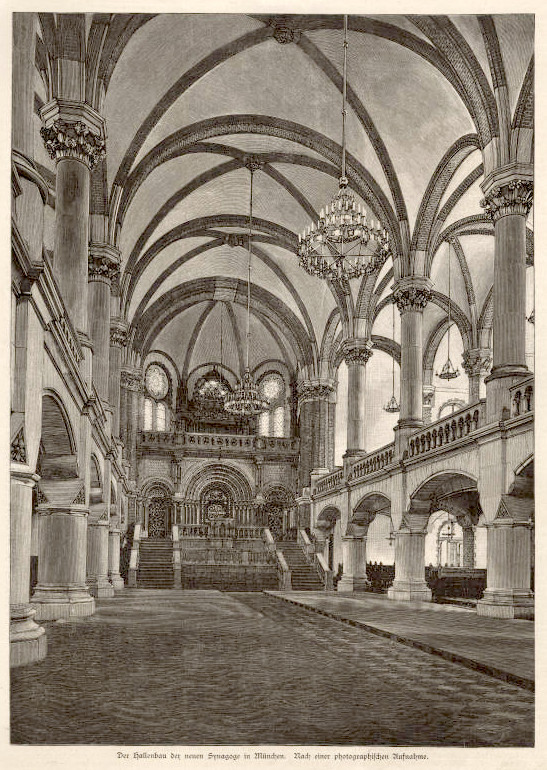
Der Innenraum mit Maerz-Orgel auf einer Abbildung von 1887

Die Synagoge wurde in neuromanischem Stil als freistehender, von drei Straßen umgebener Monumentalbau nach Plänen von Albert Schmidt errichtet. Sowohl die mächtige Erscheinung des Bauwerks, als auch der markante Standort im Zentrum Münchens unweit des Karlstors unterstrichen seine Bedeutung als öffentliches Gebäude im städtischen Leben Münchens.
Die Fassaden waren in Backstein als Sichtmauerwerk gestaltet, in das Schmuckelemente aus behauenem Stein integriert waren. In der Sichtachse vom Lenbachplatz stand die monumentale Eingangssituation mit Rosette aus der ein achteckiger Mittelturm aufragte, flankiert von zwei kleinen Ecktürmchen. Dahinter schlossen sich zwei Treppenhaustürme mit einem offenen obersten Geschoss an. Der Innenraum war eine durchgehende dreischiffige Halle mit Rundpfeilern, unterbrochen durch eine Empore. Darüber erhob sich ein Kreuzrippengewölbe. Die Heilige Lade im Osten wurde von einer mächtigen Treppenanlage erhöht, vor ihr befand sich das Podest für den Vorbeter (Chasan).

## Baugeschichte
Seit dem Bau der Synagoge an der Westenriederstraße 1826 war mit dem Anstieg der Münchner Bevölkerung auch die jüdische Gemeinde stark gewachsen. Nachdem der Landtag 1861 das Bayerische Judenedikt von 1813 mit Beschränkungen der Niederlassungs- und Gewerbefreiheit für die bayerischen Juden aufgehoben hatte, kam eine weitere Welle neuer Gemeindemitglieder.
Zunächst wurde ein Neubau am Wittelsbacherplatz erwogen und dort 1870 auch ein Grundstück erworben. Für diesen Bauplatz bereits angefertigte Entwürfe, unter anderem von Edwin Oppler und Albert Schmidt, gelangten allerdings nicht zur Ausführung, da die baupolizeiliche Genehmigung nicht erteilt wurde. Eine geplante Erweiterung der bestehenden Synagoge nach Plänen von Matthias Berger scheiterte – bedingt durch das ungünstige Gelände – an den zu hohen Kosten.
Auf Anordnung König Ludwigs II. wurde schließlich der Bauplatz an der Herzog-Max-Straße zur Verfügung gestellt und von der Gemeinde zum Preis von 300.000 Mark erworben, hinzu kam ein angrenzendes Grundstück, das von dem Bauunternehmen Sebastian Rasch für 48.000 Mark angekauft wurde. Im Frühjahr 1883 fand die Grundsteinlegung statt, und am 16. September 1887 wurde die Synagoge in Anwesenheit des Ministerratsvorsitzenden Johann von Lutz und der Bürgermeister Alois von Erhardt und Johannes von Widenmayer eingeweiht.

## Rabbiner
- 1871–1894: Joseph Perles (bis 1887 in der Synagoge an der Westenriederstraße)
- 1895–1918: Cossmann Werner
- 1918–1940: Leo Baerwald (auch nach Zerstörung der Synagoge bis zu seiner Emigration 1940)

## Abriss

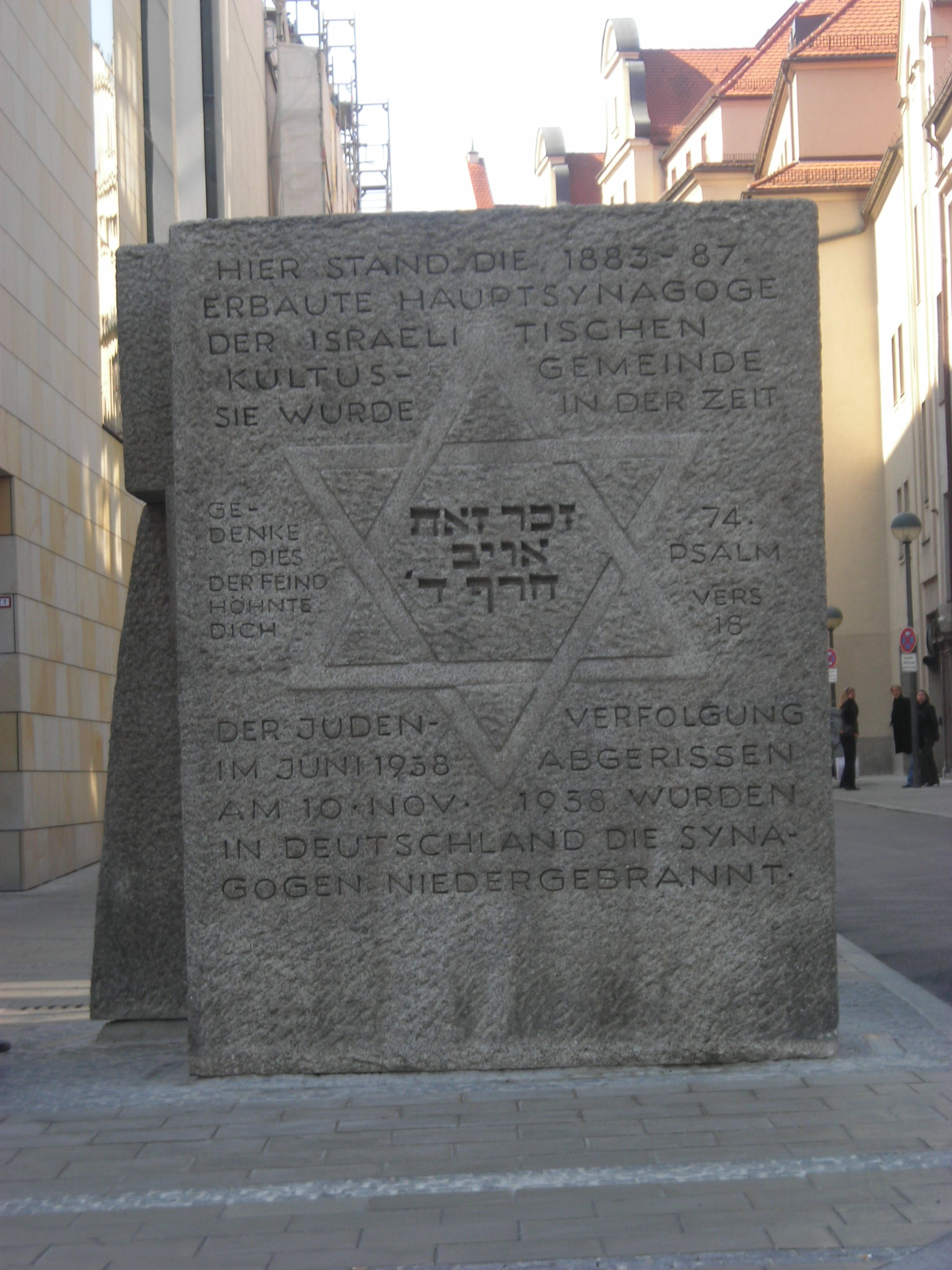
Der Gedenkstein zur Erinnerung an die Alte Hauptsynagoge

Am 8. Juni 1938 wurde der Israelitischen Kultusgemeinde von Seiten der Stadt mitgeteilt, dass sie die Synagoge mitsamt Grundstück für den festgesetzten Preis von 100.000 Reichsmark abzutreten habe; zur Begründung wurden verkehrstechnische Vorwände angeführt. Hitler persönlich hatte den Abriss verfügt, er wollte das Gebäude nicht mehr sehen. Bereits am 9. Juni wurde der Abriss von der Baufirma Leonhard Moll begonnen. Die Steinmeyer-Orgel von 1929 (Op. 1505) konnte an das Erzbischöfliche Ordinariat verkauft werden, sie fiel 1944 in St. Korbinian einem Bombenangriff zum Opfer. An Stelle der Synagoge wurde ein Parkplatz angelegt. Die ebenfalls der Kultusgemeinde gehörenden Anwesen Herzog-Max-Straße 3 und 5 mussten für 85.000 Reichsmark verkauft werden. Der zunächst geplante Abriss dieser Gebäude – er sollte zu Lasten der für den Ausbau Münchens als der Hauptstadt der Bewegung bereitstehenden Mittel gehen – wurde nicht durchgeführt; stattdessen zog die NS-Organisation Lebensborn dort ein.
Seit 1969 erinnert ein von Herbert Peters geschaffener Gedenkstein in der Herzog-Max-Straße/Ecke Maxburgstraße an die Synagoge.
Das Grundstück der alten Hauptsynagoge wurde 1999 an die KarstadtQuelle AG verkauft, die so ihr benachbartes Karstadt-Warenhaus Oberpollinger am Karlstor erweitern konnte. Der Verkaufserlös von 20,5 Millionen Euro wurde in den Bau des Neuen Jüdischen Zentrums auf dem Jakobsplatz investiert, das am 9. November 2006 eröffnet wurde.
Anfang Juli 2023 wurden am Isarwehr an der Großhesseloher Brücke verschiedene Bauteile der Hauptsynagoge gefunden, die vermutlich in den 1950er Jahren dort zum Hochwasserschutz verbaut worden waren.